# Dąb (Jaworzno)
Dąb – część Jaworzna, położona w południowej części miasta w dzielnicy Jeleń.
Dawna wieś w Małopolsce, od 1958 r. część osiedla Jeleń (od 1973 miasta Jelenia), a od 1977 r. część miasta Jaworzna.

## Położenie
Położony jest wśród terenów zalesionych, nad wschodnim brzegiem Zbiornika Dziećkowice, w skrajnie południowej części Jaworzna, na terenie etnograficznej Małopolski, przy granicy z województwem małopolskim, w które wbija się specyficznym klinem. Na zachód położona jest rzeka Przemsza (stanowiąca granicę etnograficzną Górnego Śląska), oraz ujście potoku Byczynka to tejże rzeki. Od Dębu jest około 10 km do centrum Jaworzna, oddzielonego połaciami zieleni. Dąb to typowa ulicówka; ulica przebiegająca przez miejscowość nosi nazwę Dąb.

## Historia
W XIX w. w Dębie zaborca austriacki ustalił gminę jednostkową i obszar dworski w powiecie chrzanowskim w Galicji. 31 grudnia 1900 roku gmina liczyła 199 mieszkańców na obszarze 104 ha, a obszar dworski liczył 9 osób na obszarze 261 ha.
Po odbudowie państwowości polskiej w 1920 roku, Dąb stanowił gminę jednostkową w powiecie chrzanowskim w województwie krakowskim; 1 sierpnia 1934 stał się gromadą nowo utworzonej zbiorowej gminy Chełmek, wraz z Chełmkiem, Bobrkiem, Gorzowem i Gromcem.
Podczas II wojny światowej włączony do III Rzeszy jako Premseichen.
W związku z reformą znoszącą gminy jesienią 1954 roku, Dąb wraz z Jeleniem (ze zniesionej gminy Jaworzno) utworzył nową gromadę Jeleń w powiecie chrzanowskim w województwie krakowskim.
Gromadę Jeleń zniesiono 1 stycznia 1958 w związku z nadaniem jej statusu osiedla, przez co Dąb przestał być odrębną wsią, stając się integralną częścią Jelenia. 1 stycznia 1973 roku Jeleń otrzymał prawa miejskie, przez co Dąb stał się obszarem miejskim.
1 lutego 1977 roku Jeleń (z Dębem) włączono do Jaworzna.

## Obiekty
Znajduje się tu oczyszczalnia ścieków Jaworzno–Dąb.

### Zabytki
- Kaplica Matki boskiej Nieustającej Pomocy w Dębie[9]

### Pomniki Przyrody
| Gatunek drzewa                   | Nazwa       | Obwód w cm | Ustanowiony |
| -------------------------------- | ----------- | ---------- | ----------- |
| Dąb Szypułkowy (Quercus robur)   | "Stanisław" | 495        | 25.09.1984  |
| Dąb Szypułkowy (Quercus robur)   | "Filip"     | 495        | 25.09.1984  |
| Wiąz Szypułkowy y (Ulmus laevis) | "Wincenty"  | 485        | 25.09.1984  |

## Komunikacja
Mimo że lasy na południe od Dębu należą na odcinku 500 m do Jaworzna, droga dojazdowa od południa należy do miasta Chełmka (mimo że centrum Chełmka znajduje się 5 km dalej), a zarazem do woj. małopolskiego. Znaczy to, że woj. małopolskie wdziera się specyficznym klinem (na szerokości szosy) między jaworznickie lasy, aż po Kanał Matylda, przy którym znajduje się pętla z przystankiem autobusowym o nazwie Jeleń Dąb Pętla. Tutaj też kończą kursowanie jaworznickie autobusy miejskie.